# Het Nationale Ballet
Het Nationale Ballet est une compagnie de danse néerlandaise basée à Amsterdam. Fondée en 1961 de la fusion entre le Ballet d'Amsterdam et le Nederlands Ballet, elle a été dirigée par Sonia Gaskell de 1961 à 1969, puis par Rudi van Dantzig de 1969 à 1991 et par Wayne Eagling de 1991 à 2003.
Depuis 2003, elle est dirigée par Ted Brandsen.

## Chorégraphes réputés
- Rudi van Dantzig
- Hans van Manen
- Toer van Schayk

## Danseurs réputés
- Ethery Pagava
- Larissa Lejnina
- Han Ebbelaar
- Golan Yosef
- Maia Makhateli
- Benjamin Feliksdal
- Olga de Haas
- Matthew Golding
- Igone de Jongh
- Henny Jurriëns
- Ernst Meisner
- Alexandra Radius
- Anna Tsygankova